# Sandwip (underdistrikt)
Sandwip är ett underdistrikt i Bangladesh.   Det ligger i provinsen Chittagong, i den sydöstra delen av landet, 170 km sydost om huvudstaden Dhaka. Sandwip ligger på ön Sandwīp Island.
Trakten runt Sandwip består till största delen av jordbruksmark.